# Anders Bengtsson (socialdemokrat)
Lars Anders Gunnar Bengtsson, född 6 mars 1968 i Knislinge församling i Kristianstads län, är en svensk politiker (socialdemokrat). Han var riksdagsledamot 2000–2006, invald för Skåne läns norra och östra valkrets.
Under mandatperioden 2002–2006 var Anders Bengtsson ordinarie riksdagsledamot, efter att ha varit ersättare i riksdagen åren 2000–2002. Han har varit suppleant i miljö- och jordbruksutskottet och suppleant och ledamot i interparlamentariska delegationen och konstitutionsutskottet. Bland de frågor han drev i riksdagen kan nämnas miljöfrågor, jämställdhetsfrågor, HBT-frågor och rättighetsfrågor som rör kvinnor.
Sedan 2016 är Anders Bengtsson oppositionsråd i Östra Göinge kommun. Han är marknadsförare och driver sedan sjutton års ålder ett eget PR-företag.